# Orimarga inornata
Orimarga inornata är en tvåvingeart som beskrevs av Frederick Askew Skuse 1890. Orimarga inornata ingår i släktet Orimarga och familjen småharkrankar. Inga underarter finns listade i Catalogue of Life.